# Гумны (Ковылкинский район)
Гумны — село Ковылкинского района Республики Мордовия в составе Русско-Лашминского сельского поселения. 

## География
Находится на расстоянии примерно 9 километров по прямой на запад от районного центра города Ковылкино.

## История
Упоминается с 1632 года.  В 1869 году оно было учтено как казенное село Наровчатского уезда из 83 дворов.

## Население
Постоянное население составляло 367 человек (мордва-мокша 82%) в 2002 году, 275 в 2010 году .